# Марийская Руя
Марийская Руя (мар. Марий Руя) — деревня в Оршанском районе Республики Марий Эл. Входит в состав Марковского сельского поселения.

## География
Находится в северной части республики Марий Эл на расстоянии приблизительно 5 км по прямой на юг от районного центра посёлка Оршанка.

## История
Известна с 1782 года как деревня Руя Большеоршинской волости Царевосанчурской округи, где насчитывалось 7 ревизских душ. В 1829 году в деревне было 5 дворов новокрещёных мари, проживали 44 человека. В 1848 году в деревне числилось 7 дворов, проживали 50 человек. В 1891 году в деревне (уже Черемисская Руя) было 6 дворов русских, проживали 35 человек, и 24 марийских, проживали 139 человек. В 1923 году в деревне Марийская Руя в 36 дворах проживали 169 человек. В 1961 году в состав деревни Марийская Руя вошла Средняя Руя. В 1980 году в 20 хозяйствах проживали 60 человек. В 1990 году в 10 хозяйствах проживали 18 человек, часть жителей переселилась в деревню Марково. В 2004 году оставалось 7 хозяйств. В советское время работали колхозы «Вторая пятилетка», имени Кирова, "Прожектор"и совхоз «Прожектор».

## Население
Население составляло 19 человек (мари 68 %, русские 32 %) в 2002 году, 27 в 2010.